# Shainer Rengifo
Shainer Rengifo Montoya (né le 8 avril 2002) est un athlète cubain, spécialiste des épreuves de sprint.

## Biographie
Lors des championnats du monde juniors 2021 à Nairobi au Kenya, Shainer Rengifo se classe troisième de l'épreuve du 100 m et 6e l'épreuve du 200 m.
En mars 2022, il remporte les titres nationaux du 100 m et 200 m en améliorant ses records personnels en respectivement 10 s 11 et 20 s 54. Lors des championnats ibéro-américains à La Nucia , il s'impose sur 100 m en 10 s 15, et remporte la médaille de bronze sur 200 m en 21 s 01.
Le 1er juin 2024 à Salamanque, Shainer Rengifo abaisse de 19/100e de seconde son record personnel sur 100 m en parcourant la distance en 9 s 90. Il améliore à cette occasion le record de Cuba de 9 s 98 qui était détenu par Silvio Leonard (1977) et Roberto Skyers (2019).

## Palmarès
| Date | Compétition                   | Lieu     | Épreuve   | Résultat | Marque  |
| ---- | ----------------------------- | -------- | --------- | -------- | ------- |
| 2021 | Championnats du monde juniors | Nairobi  | 100 m     | 3e       | 10 s 32 |
| 2021 | Championnats du monde juniors | Nairobi  | 200 m     | 6e       | 21 s 01 |
| 2022 | Championnats ibéro-américains | La Nucia | 100 m     | 1er      | 10 s 15 |
| 2022 | Championnats ibéro-américains | La Nucia | 200 m     | 3e       | 21 s 01 |
| 2023 | Jeux panaméricains            | Santiago | 4 × 100 m | 2e       | 39 s 26 |

## Records
| Épreuve | Temps   | Lieu       | Date          |
| ------- | ------- | ---------- | ------------- |
| 100 m   | 9 s 90  | Salamanque | 1er juin 2024 |
| 200 m   | 20 s 54 | La Havane  | 19 mars 2022  |